# بطلي هو أنت
بطلي هو انت هو كتاب قصصي للأطفال ، تم تطويره بواسطة مجموعة مرجعية تابعة للجنة الدائمة المشتركة بين الوكالات (IASC) حول الصحة العقلية و الدعم النفسي الاجتماعي في حالات الطوارئ (IASC MHPSS RG).  يهدف الكتاب الى دعم الأطفال الصغار في التعامل مع الضغوطات و الهموم المتعلقة بCOVID-19 . اطلقت منظمة الصحة العالمية الكتاب رسميا في 9 نيسان 2020.  الكتاب متوفر مجانا ويمكن الحصول حليه عبر الانترنت.

## خلفية
تم دعم المشروع من قبل خبراء عالميين و اقليميين و محليين من الوكالات و الأعضاء في مجموعة عمل الصحة النفسية و الدعم النفسي و الاجتماعي التابعة للجنة الدائمة المشتركة بين الوكالات ، بالإضافة إلى الآباء ومقدمي الرعاية والمعلمين والأطفال في 104 دولة.  تم توزيع استبيان عالمي باللغات العربية والإنجليزية والإيطالية والفرنسية والإسبانية لتقييم الصحة العقلية والاحتياجات النفسية الاجتماعية للأطفال أثناء جائحة كوفيد-19 . تم تطوير إطار للمواضيع التي سيتم تناولها من خلال القصة باستخدام نتائج الاستطلاع. تم توزيع الكتاب من خلال رواية القصص للأطفال في العديد من البلدان المتضررة من فيروس كورونا المستجد (كوفيد-19) . وتم بعد ذلك استخدام تعليقات الأطفال وأولياء الأمور ومقدمي الرعاية لمراجعة القصة وتحديثها. قدم أكثر من 1700 طفل وأولياء أمور ومقدمي رعاية ومعلمين في جميع أنحاء العالم مدخلاتهم من خلال مشاركة كيفية تعاملهم مع جائحة كوفيد-19 . 

## الترجمات والتعديلات
الى الان ، تم نشر اكثر من 135 ترجمة لغوية عبر الانترنت.  أنتجت المنظمات غير الحكومية والمنظمات الدولية والجامعات والحكومات تعديلات على المنتجات المشتقة في أشكال ولغات مختلفة. تم تكييف الكتاب مع ملفات صوتية و أفلام قصيرة على اليوتيوب و نصوص بلغة بريل و البث الإذاعي و المواد التعليمية. 

## روابط خارجية
- Alter, Alexandra (14 Apr 2020). "Answering Kids' Questions About the Coronavirus, in Free Picture Books". The New York Times (بالإنجليزية الأمريكية). ISSN:0362-4331. Archived from the original on 2025-01-20. Retrieved 2020-09-21.
- "New children's book helps kids cope with COVID-19 pandemic". CBC Radio. 22 أبريل 2020. مؤرشف من الأصل في 2020-04-28.
- Kannadasan, Akila (22 Apr 2020). "How books help children understand COVID-19". The Hindu (بالإنجليزية الهندية). ISSN:0971-751X. Archived from the original on 2024-07-14. Retrieved 2020-09-21.
- "My Hero is You one-year highlights report". IASC. 26 أبريل 2021. مؤرشف من الأصل في 2023-06-28.